# Новое Аделяково
Но́вое Аделя́ково (чув. Ҫӗнӗ Этелек) — село в Челно-Вершинском районе Самарской области. Административный центр сельского поселения Новое Аделяково.

## География
Село расположено на реке Тарханка (приток реки Большой Черемшан), в 8 км от районного центра — села Челно-Вершины.

## История
Деревня Новая Аделяково впервые упоминается в документах 3-й ревизии по Ставропольскому уезду Симбирской губернии (РГАДА Ф.350 «Ревизские сказки и ландратские книги», оп. 2, Д.3352 лл. 846—855).
В документах Генерального межевания (конец XVIII века) описана деревня Новое Аделяково на реке Тарханка (Ф.1355 Экономические примечания к планам Генерального межевания ОП.П 150 об−151 об).
По данным ревизии от 21 сентября 1850 года в деревне Аделяково насчитывалось 875 человек, в том числе: мужского населения 434 человека и женского 441 человек. Хозяйств было всего 105.
Год образования села неизвестен (между 1747 и 1763 годами), известно только, что село Новое Аделяково вышло из села Старое Аделяково (ранее переселённые сюда некрещёные чуваши Свияжского уезда, Колесановской волости деревни Починка Апорсы, Старой Сутей и других мест (РГАДА Ф.350 «Ревизские сказки и ландратские книги», оп. 2, Д.3351 лл. 599—603) переведены после крещения), которое расположено в пойме реки Большой Черемшан на границе с Республикой Татарстан.
По другим данным, село основано в 30-х годах XVIII века новокрещёными чувашами из села Старое Аделяково Казанского уезда и деревень Батырево, Новое Ахпердино и других Симбирского уезда.
Население — чуваши, с середины XIX века проживали также русские (в 1926 году — около 17 %), в XVIII—XIX веках — государственные крестьяне; занимались сельским хозяйством. В 1889 году открыта школа грамоты.
До середины XX века устойчиво сохранялись чувашские обряды çĕнĕ çул, çăварни, кĕрхи сăра, карта пăтти, юпа и др..
Религия
Небольшая часть населения придерживалась язычества (в конце XVIII века — около 6 %, в середине XIX века — 17 %, в начале XX века — 3,5 %).
По состоянию на конец XIX — начало XX века жители Нового Аделякова были прихожанами Вознесенской церкви села Седелькино (каменная, построена в 1811 году на средства прихожан, двухпрестольная, главный престол — в честь Вознесения Господня, придел — во имя Архистратига Божия Михаила). В начале XX века в Новом Аделякове строилась церковь.
Административно-территориальная принадлежность
В XVIII веке в составе Ставропольского ведомства Оренбургской губернии, с конца XVIII до начала XX веков — Чистопольского наместничества, затем уезда Казанской губернии (Седелькинская волость).
Прежние названия
Новая Аделякова (1859), Ново-Аделяково (1897).

## Население
| Год     | 1747 | 1762 | 1780 | 1795 | 1834 | 1840 | 1857 | 1859  | 1897  | 1907  | 1911  | 1926  | 1989 | 2002 | 2005 |
| ------- | ---- | ---- | ---- | ---- | ---- | ---- | ---- | ----- | ----- | ----- | ----- | ----- | ---- | ---- | ---- |
| Жителей |      | 198  |      | 261  |      | ↗375 | ↗621 | ↗1022 | ↗1551 | ↗1778 | ↘1635 | ↗1638 | ↘774 | ↗779 | ↗804 |
| Мужчин  | 59   |      | 92   |      | 417  |      |      |       |       |       |       |       |      |      |      |

| 2010 | 2012 | 2013 | 2014 | 2015 | 2016 | 2017 |
| ---- | ---- | ---- | ---- | ---- | ---- | ---- |
| 800  | ↗801 | ↘773 | ↘747 | →747 | ↘722 | ↘716 |
| 2018 | 2019 | 2020 | 2021 |      |      |      |
| ↘711 | ↘693 | ↘685 | ↘675 |      |      |      |

По состоянию на 1859 год в деревне Новая Аделякова (при безымянной речке) Чистопольского уезда Казанской губернии насчитывалось 163 двора, в которых проживали 489 мужчин и 533 женщины, казённые крестьяне.
По данным Всероссийской переписи населения 2002 года в селе проживали 779 человек, преобладающая национальность — чуваши (82 %).

## Инфраструктура
Имеются школа, клуб, медпункт.
Функционирует церковь Троицы Живоначальной (Челно-Вершинское благочиние, Отрадненская епархия, Самарская митрополия).

## Памятники и памятные места
Мемориальный обелиск воинам, павшим в Великой Отечественной войне (ул. Озерная).